# Nestorio
Nestorio (tiếng Hy Lạp: ?) là một khu tự quản ở vùng Tây Makedonías, Hy Lạp. Khu tự quản Nestorio có diện tích 616 km², dân số theo điều tra ngày 18 tháng 3 năm 2001 là 3129 người.